# ワラ王国
ワラ王国は現在のガーナのワを根拠とした国家である。いくつかの伝承によると、1317年にはすでにイマームがいた。

1890年代まで、ワラ王国は領土の大部分がクルパウン川の西側にあり、ワラ王国西部の境界は黒ボルタ川にあった。ワラ王国領の北東端はダシマであり、南西端はタンタマであった。
1894年、 ワラ王国北部では反乱が起き、北部地域は独立した王国として分離した。